# Dalechampia linearis
Dalechampia linearis är en törelväxtart som beskrevs av Henri Ernest Baillon. Dalechampia linearis ingår i släktet Dalechampia och familjen törelväxter. Inga underarter finns listade i Catalogue of Life.